# 애니콜 코비F
애니콜 코비 F(Anycall Corby F)는 삼성전자에서 출시한 휴대 전화이다.

## 세부 모델
| 모델명    | 통신사     | 통신 방식    |
| --------- | ---------- | ------------ |
| SCH-W930  | SK텔레콤   | HSDPA        |
| SPH-W9300 | KT         | HSDPA        |
| SPH-W9350 | LG유플러스 | EV-DO Rev. A |

## 특징
- 일러스트 UI
- 스터디워치
- 오늘의 영단어
- 랜덤 플레이 아이콘
- 투데이 포춘 아이콘

## 경쟁 모델
- LG전자 롤리팝2
- KT테크 부비부비 F4
- 스카이 테라피

## 같이 보기
- 애니콜 코비
- 애니콜 햅틱